# Nicolás Muller
 (janvier 2022).
La mise en forme du texte ne suit pas les recommandations de Wikipédia : il faut le « wikifier ».
Les points d'amélioration suivants sont les cas les plus fréquents. Le détail des points à revoir est peut-être précisé sur la page de discussion.
- Les titres sont pré-formatés par le logiciel. Ils ne sont ni en capitales, ni en gras.
- Le texte ne doit pas être écrit en capitales (les noms de famille non plus), ni en gras, ni en italique, ni en « petit »…
- Le gras n'est utilisé que pour surligner le titre de l'article dans l'introduction, une seule fois.
- L'italique est rarement utilisé : mots en langue étrangère, titres d'œuvres, noms de bateaux, etc.
- Les citations ne sont pas en italique mais en corps de texte normal. Elles sont entourées par des guillemets français : « et ».
- Les listes à puces sont à éviter, des paragraphes rédigés étant largement préférés. Les tableaux sont à réserver à la présentation de données structurées (résultats, etc.).
- Les appels de note de bas de page (petits chiffres en exposant, introduits par l'outil «  Source ») sont à placer entre la fin de phrase et le point final[comme ça].
- Les liens internes (vers d'autres articles de Wikipédia) sont à choisir avec parcimonie. Créez des liens vers des articles approfondissant le sujet. Les termes génériques sans rapport avec le sujet sont à éviter, ainsi que les répétitions de liens vers un même terme.
- Les liens externes sont à placer uniquement dans une section « Liens externes », à la fin de l'article. Ces liens sont à choisir avec parcimonie suivant les règles définies. Si un lien sert de source à l'article, son insertion dans le texte est à faire par les notes de bas de page.
- La présentation des références doit suivre les conventions bibliographiques. Il est recommandé d'utiliser les modèles {{Ouvrage}}, {{Chapitre}}, {{Article}}, {{Lien web}} et/ou {{Bibliographie}}. Le mode d'édition visuel peut mettre en forme automatiquement les références.
- Insérer une infobox (cadre d'informations à droite) n'est pas obligatoire pour parachever la mise en page.

Pour une aide détaillée, merci de consulter Aide:Wikification.
Si vous pensez que ces points ont été résolus, vous pouvez retirer ce bandeau et améliorer la mise en forme d'un autre article.
Pour les articles homonymes, voir Nicolas Muller (homonymie) et Muller.
Nicolás Muller (Miklós Müller), né à Orosháza (Hongrie) le 18 avril 1913 et mort à Andrín (Espagne) le 4 janvier 2000, est un photographe espagnol d'origine hongroise.

## Biographie
Né dans une famille juive bourgeoise, il a rejoint l'Espagne en passant par le Maroc, le Portugal et Paris après avoir fui son pays d’origine.
Représentant de la photographie sociale hongroise, il a connu l'exil comme nombre de ses compatriotes, d'Eva Besnyő à André Kertész en passant par Brassaï, Kati Horna ou Robert Capa.
Sa fille Ana Muller, photographe, a fait donation d'une partie du fonds d'archive photographique à La Maison de la Photographie de Marrakech.

## Œuvres

### Livres
- Nicolás Muller, Magyar tanyák, Athenaeum, (Budapest), 1942
- Nicolás Muller, Baleares, Colección Imagen de España, Clave (Madrid), 1967 (M 6873-1967)
- Nicolás Muller, Pais vasco, Colección Imagen de España, Clave (Madrid), 1967 (M 21898-1967)
- Nicolás Muller, Andalucía, Colección Imagen de España, Clave (Madrid), 1968 (M 11373-1967)
- Nicolás Muller, Canarías, Colección Imagen de España, Clave (Madrid), 1968 (M 3575-1968)
- José Girón, La luz domesticada : vida y obra de Nicolás Muller, Universidad de Oviedo, 1995 (ISBN 84-7468-864-7 et 978-84-7468-864-1, OCLC 34840909, lire en ligne)
- Nicolás Muller, La Vida Como Objectivo, 1998[2]

- Pilar Rubio Remiro, Nicolás Muller, 2013 (ISBN 978-84-15691-35-8 et 84-15691-35-1, OCLC 869468699, lire en ligne)

- José Ferrero, Alberto Martín et Ana Muller y Pilar Rubiera, La mirada comprometida, 2021 (ISBN 978-84-18210-03-7 et 84-18210-03-6, OCLC 1250308301, lire en ligne)

## Photographies
1937 : Worker at the Drainage of the Tisza River

## Expositions
Du 28 novembre 2013 au 23 février 2014 : Nicolás Muller. Masterpieces
Du 22 novembre 2014 au 31 mai 2015 : Traces d'un exil, Jeu de Paume-Tours
Du 18 décembre 2015 au 17 avril 2016 : Nicolás Muller Masterworks, Cascais Cultural Centre, Cascais
2018 Maroc : Exil et fascination 1939-1947, La Maison de la Photographie de Marrakech
Du 5 juin au 1er septembre 2019 : Photo España 2019
Du 5 novembre 2020 au 8 janvier 2021: Nicolás Muller. La mirada comprometida, Instituto Cervantes (Tánger) - Sala de exposiciones
Du 30 mars 2021 au 30 mai 2021 : Nicólas Muller. La mirada comprometida, La Sala El Águila
Depuis 2018 : exposition permanente, Musée municipal d'Orosháza

## Vidéos d'expositions
23 décembre 2014 : Nicolás Muller au Jeu de Paume Tours
10 avril 2021 : Exposición "Nicolás Muller. La mirada comprometida"

### Articles de presse
- The unpublished worlds of Nicolás Muller, Digis Mak, 27 mars 2021[13]
- Nicolás Muller: the work in five countries of the photographer friend of Baroja and Ortega[14]